# 亞馬遜河伊都毛鼻鯰
亞馬遜河伊都毛鼻鯰，為輻鰭魚綱鯰形目毛鼻鯰科的一個種。分布於南美洲亞馬遜河及蘇利南河流域，體長可達7.5公分，主要棲息在森林溪流具沙石底質，屬肉食性。

## 扩展阅读
維基物種上的相關：亞馬遜河伊都毛鼻鯰